# Cercle de Kolokani
Le cercle de Kolokani est une circonscription administrative malienne dans la Région de Koulikoro.

## Géographie
Le cercle compte 10 communes et s'étend sur 10 880 km2 au nord-ouest de la région de Koulikoro, soit 23,13 % de la superficie régionale.

## Administration
Il compte 10 communes : Didiéni, Guihoyo, Kolokani, Massantola, Nonkon, Nonssombougou, Ouolodo, Sagabala, Sébékoro 1 et Tioribougou.
Depuis 2023, le cercle compte 10 communes et 313 VFQ : villages, fractions et quartiers. Le cercle est codé en 0205.
| Code     | Commune      | Chef-lieu    | VFQ | Superficie (km2) |
| -------- | ------------ | ------------ | --- | ---------------- |
| 02050101 | Guihoyo      | Guihoyo      | 24  | 988              |
| 02050102 | Kolokani     | Kolokani     | 65  | 1108             |
| 02050103 | Sébékoro I   | Sébékoro I   | 21  | 847              |
| 02050104 | Tioribougou  | Tioribougou  | 14  | 413              |
| 02050201 | Didiéni      | Didiéni      | 46  | 1851             |
| 02050202 | Sagabala     | Sagabala     | 42  | 3571             |
| 02050301 | Nonkon       | Nonkon       | 20  | 475              |
| 02050302 | Nossombougou | Nossombougou | 24  | 380              |
| 02050303 | Ouolodo      | Ouolodo      | 9   | 207              |
| 02050401 | Massantola   | Massantola   | 48  | 1040             |